# Luigi De Mitri
Luigi De Mitri (Squinzano, 4 febbraio 1943) è un artista e storico dell'arte italiano.

## Biografia
DE MITRI LUIGI
Squinzano (LE), 1943
Portato verso la pittura sin da giovanissima età De Mitri studia presso l'Istituto d'Arte di Lecce e frequenta per due anni l'Accademia dalla quale si allontana sentendosi troppo limitato dalle concezioni della pittura ivi praticate che a lui sembrano quasi imposte.
Rinnova il suo stile pittorico che trova nello "sfumato" la tecnica che contraddistingue e caratterizza le sue compo-sizioni.
Sperimenta la tecnica dell'affresco e realizza grandi opere in alcune chiese della provincia salentina. Impegnato socialmente affronta con la sua pittura temi sensibili quali quelli degli emarginati e degli immigrati. 
Orfano di padre, deceduto durante la guerra in un incidente ferroviario, studia a Lecce diplomandosi presso l'Istituto d'Arte e successivamente frequenta la locale Accademia di Belle Arti. Sempre a Lecce nel 1966 intraprende l'insegnamento, prima in varie scuole e istituti, e dal 1972 al 2005, in qualità di docente di geometria descrittiva e storia dell'arte, presso il liceo scientifico.
L'attività artistica, invece, comincia nel 1962 e continua durante e dopo il periodo di insegnamento. Ogni opera sembra frutto di ispirazione tematica, sia essa sociale, religiosa o culturale. Il centro dell'interesse artistico di De Mitri si trova nell'arte sacra, ma si è dedicato anche a tematiche di attualità sociale, come nella serie di 10 opere sui barboni della stazione Termini di Roma.
Ha esposto a Bari, Palermo, Sanremo, Genova, Boario, Milano, Roma, Firenze, Enschede, Strasburgo, Madrid, New York, Los Angeles, Gerusalemme.
In qualità di storico dell'arte si è cimentato anche con la scrittura, toccando tematiche storiche e artistiche.

## Produzione artistica
Le sue opere sono realizzate con diverse tecniche quali: dipinti ad olio su tela e tavola, sanguigne su tavola, disegni, incisioni ed affreschi. Tra gli affreschi: Il Carnevale in Paradiso a Castrignano del Capo per l'oratorio di Giuliano, Gli Ottocento Martiri di Otranto nella parrocchia di Maria Ss. Immacolata di Otranto e Le Quattro Fasi dell'Amore a Villa Perseo, Santa Maria di Leuca. I dipinti a olio spaziano da tematiche religiose, come i cento dipinti dal titolo La Sacra Bibbia o i numerosi dipinti sulla Divina Commedia Dalle angosce delle tenebre all'estasi della luce, a tematiche sociali come nella serie di dipinti I Barboni della Stazione Termini, La Madonna dei Barboni, Emigranti, Il naufragio della Speranza, e culturali come Erotikà Pathémata. Gli Amori Infelici di Partenio di Nicea. Ha illustrato il libro Cercate le cose di lassù. Riflessioni per tutto l'anno scritto da Papa Benedetto XVI, edito da Libreria Editrice Vaticana.
Molte delle sue opere fanno parte di collezioni private e non , in particolare a Squinzano , attraversando tutto il salento fino ad arrivare non solo in tutta Italia ma anche all'estero.  Ricordiamo che il maestro Luigi De Mitri é un artista di fama internazionale con numerose mostre in tutto il mondo . 
2025 
"A.R"  

## [11]Pubblicazioni e saggi
- Vangelo secondo Luca: illustrazioni di Luigi De Mitri, Edizioni "Vivere In" Monopoli, Roma[12]
- Il Vangelo secondo Giovanni, Edizioni "Vivere In" Monopoli, Roma[senza fonte]
- Dall'angoscia delle tenebre all'estasi della luce nel viaggio di Dante, Edizioni Panico Galatina[13]
- Luigi De Mitri: nel magico mondo del mito, Edizioni Schena, Fasano[14]
- Il Grande Mistero dell'Arte. Fidia - Michelangelo, ed. Nemapres[15]
- Bozzetti (1960-1996), Edizioni Panico Galatina[16]
- A confronto Masaccio e Masolino da Panicale[senza fonte]
- Cenni storici sulla prospettiva scientifica[senza fonte]
- David nella storia dell'Arte (sec XV-XVII), Edizioni Panico Galatina[17]
- Una Finestra sull'Arte del Medioevo ed. Il Tuareg Eventi stampa Officine Grafiche Palermo[senza fonte]
- La Luce in Arte - Nove innovatori rivoluzionari dal XIII al XVIII secolo[senza fonte]
- Libro " UNA STORIA COME TANTE " 2023 (testo autobiografico) pubblicato da Edizioni Milella[18]
- Libro " SANDRO BOTTICELLI " 2025 (biografia e produzione artistica del sommo pittore) pubblicato da Edizioni Milella[19]

## Premi e riconoscimenti
- 1984 - città di SANNICOLA Premio all'artista Luigi De Mitri ( arte , sport , cultura)
- 1991 - Premio Terra D' Otranto ( VIVE AMA CREA )
- 1996 - PROVINCIA DI LECCE (MONTERONI DI LECCE) rassegna regionale di ARTE SACRA
- 1998 - IL CONGRESSO DISTRETTUALE LIONS CLUBS INTERNETIONAL premia il maestro Luigi De Mitri per essere stato il messaggero della musa dell' arte con gratitudine
- 2004 - Prima edizione " PREMIO CITTÀ DI SQUINZANO " - IL BAROCCO CLASSICO - al maestro Luigi De Mitri con riconoscenza e graditudine
- 2007- Premio città di Squinzano (Accademia Quinziana) La vita é terra di missione
- 2011 - Pro Loco Leuca . 50⁰ anniversario 1961-2011 . Premio per essere stato presidente dal 2006 al 2007
- 2013 - CONI comitato regionale Sicilia. Prima manifestazione " diversamemte abili in doblò "
- 2014/2015 - Premio Rotary club di Palermo sud e Rotary club di Catania sud (Il pittore del Papa) " Lo sguardo del Cinema sulla grande guerra "
- 2015 - Premio Europa e Cultura del Parlamento europeo per il volume Il Grande Mistero dell'Arte. Fidia - Michelangelo.[20]
- 2016 - La comune di Squinzano conferisce " Civica Benemrenza " all'artista Luigi De Mitri
- 2016 - Premio Europa e Cultura sezione Italiamia . Vincitore ASSOLUTO
- 2016 - Premio Proimprenditori (Affreschi, Disegni e Pitture)
- 2016/2017 - Attestato di socio onorario al Rotary club Palermo Mondello
- 2017 - Rotary club Palermo Montepellegrino. Qualifica di Socio Onorario  "UT OMNES UNUM SINT"
- 2017 - Premio Vela dell'Arte[senza fonte] -  Complesso Storico - Sala Pietro Novelli Monreale (PA), per collezione su La Divina Commedia (86 tele)
- 2017 -  Socio onorario Rotary Internetional "Magna Grecia"
- 2017 - Premio Maria Manca , Squinzano .
- 2017 - Circolo jazz Nicola Arigliano Attestato di socio onorario , Squinzano .
- 2019 - Attestato di Benemerenza nel 500⁰ anno della morta di Leonardo Da Vinci . Cittá di Squinzano
- 2021 - Pro Loco Squinzano (Certificato di riconoscimento)
- 2021 - Sulle orme del Barocco Romano , Salentino e Siculo . Relatore : Prof. Luigi De Mitri
- 2025 - Premio "LE ECCELLENZE ITALIANE" Museo Faggiano di Lecce